# جرائم فالهالا
جرائم فالهالا هو مسلسل جريمة آيسلندي من بطولة نينا دوج فيليبوسدوتير وبيورن ثورز، تم عرضه في الفترة من 26 ديسمبر 2019 حتى 1 مارس 2020 وفي 2020 عرض على منصة نتفليكس وهو ثاني مسلسل آيسلندي يعرض في المنصة بعد مسلسل محاصر.

## روابط خارجية
- جرائم فالهالا على موقع IMDb (الإنجليزية)
- جرائم فالهالا على موقع روتن توميتوز (الإنجليزية)
- جرائم فالهالا على موقع نتفليكس (الإنجليزية)
- جرائم فالهالا على موقع فيلمافينيتي (الإسبانية)
- جرائم فالهالا على موقع ليتربوكسد (الإنجليزية)
- جرائم فالهالا على موقع كينوبويسك (الروسية)
- جرائم فالهالا على موقع ألو سيني (الفرنسية)
- جرائم فالهالا على موقع قاعدة بيانات الفيلم (الإنجليزية)